# 蝘蜓座κ
蝘蜓座κ，又名CP-75 777，HD 104902、SAO 256899、HR 4605，是蝘蜓座的一颗恒星，视星等为5.04，位于銀經300.15，銀緯-13.9，其B1900.0坐标为赤經11h 59m 36.1s，赤緯-75° -13.9′ 49″。